# László I của Hungary
László I (tiếng Hungary: I. László, tiếng Croatia: Ladislav I., tiếng Slovak: Ladislav I., tiếng Ba Lan: Władysław I; k. 1040 – 29 tháng 7 năm 1095), còn được gọi là Thánh László, là Vua của Hungary từ năm 1077 và Vua của Croatia từ năm 1091. Ông là con trai thứ hai của Vua Béla I của Hungary và Richeza của Ba Lan.